# Shane Gould
Shane Elizabeth Gould (Sydney, 23. studenog 1956.) je bivša australska plivačica.
Višestruka je olimpijska pobjednica u plivanju, a 1977. godine primljena je u Kuću slavnih vodenih sportova.

## Vanjske poveznice
- Službena stranica